# Famille von der Heydt
La famille von der Heydt est une famille allemande de Barmen et Elberfeld. Elle produit des hommes politiques, des banquiers et des mécènes. Une lignée est élevée au rang de baron en 1863.

## Histoire

### Jusqu'au milieu duXIXesiècle
Les membres de la famille sont apparus pour la première fois en 1597 sur la lande d'Heydt près de Lichtenscheidt dans le district de Barmen sous le nom « auf der Heydt ». La famille tire son nom de Gottfried vom Lichtscheid auf der Heydt (mort en 1660), propriétaire d'une ferme à Unterbarmen, aujourd'hui un quartier de Wuppertal. Son père est Herbert auf dem Lichtscheid (1594-1599), propriétaire agricole et leader communautaire de Barmen. La famille von der Heydt déménage ensuite dans la ville voisine d'Elberfeld et y devient un fabricant de soie grège et un banquier prospère. Johannes von der Heydt (1730-1810) dirige une boulangerie spécialisée dans la production de gaufres.

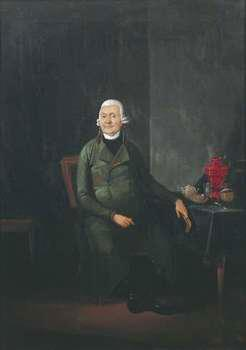
Johannes von der Heydt
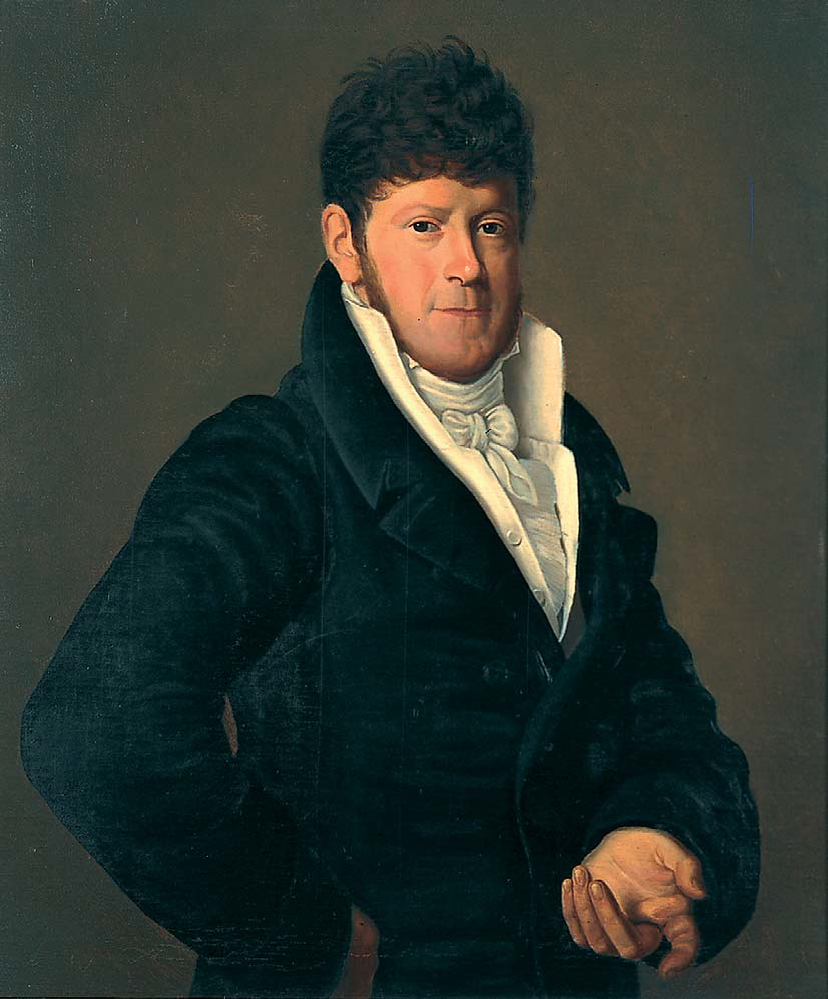
Daniel Heinrich von der Heydt
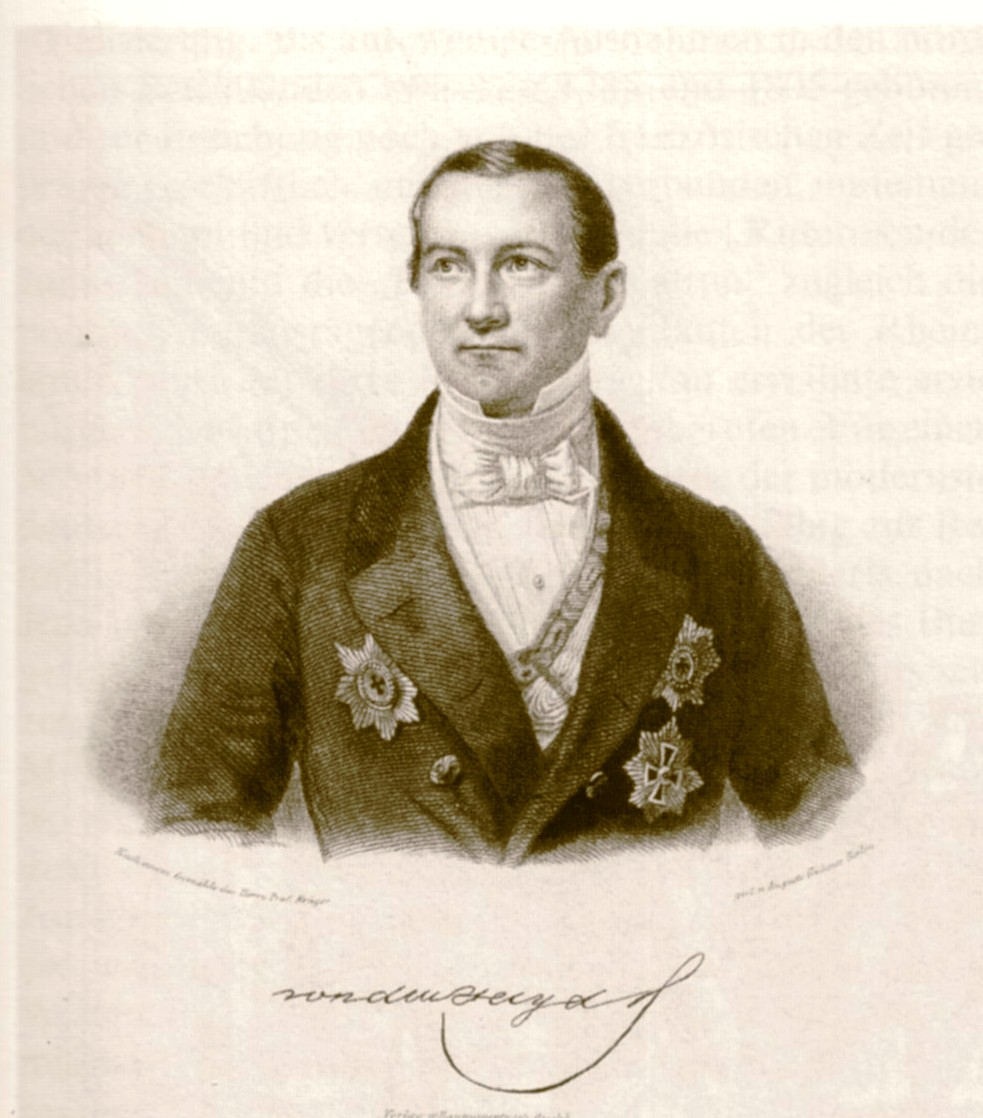
August von der Heydt
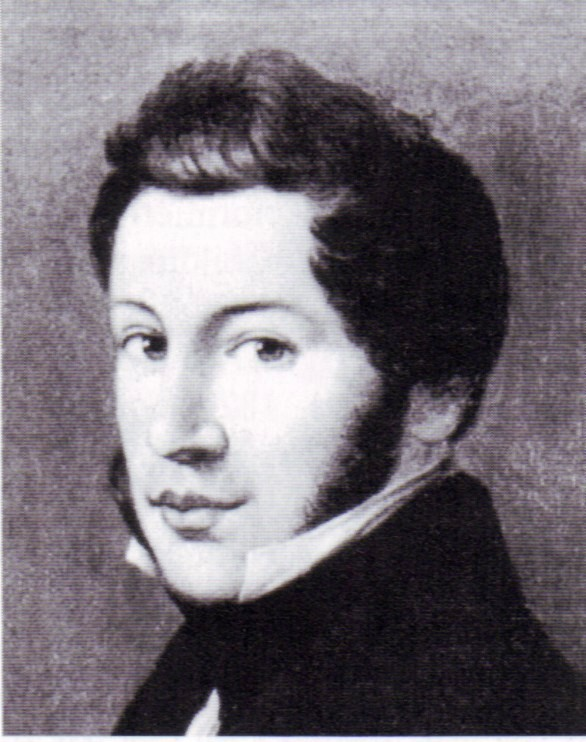
Daniel von der Heydt

Les fils Daniel Heinrich (de) (1767-1832) et Johann Abraham Wilhelm (1771-1850) reçoivent une formation commerciale. Daniel Heinrich se marie avec Wilhelmine Kersten en 1794 et rejoint les activités bancaires de son beau-père Abraham Kersten (de). Il devient rapidement associé et fondateur de l'entreprise von der Heydt-Kersten & Söhne (de) à Elberfeld. Il est également maire, juge commercial et actif dans la communauté réformée. Le mariage donne naissance à neuf enfants, dont certains décèdent prématurément. L'une des filles se marie avec le prédicateur de la cour Friedrich Strauß (de).
Le fils August von der Heydt (1801–1874), comme son père, est banquier, actif dans la communauté réformée et homme politique local. En tant que représentant du libéralisme rhénan, il est député de l'Assemblée nationale prussienne et devient ministre prussien du Commerce et plus tard ministre des Finances. Il est élevé au statut de baron héréditaire le 31 janvier 1863. L'un de ses fils, Bernhard von der Heydt (1840-1907), est administrateur de l'arrondissement du Haut-Taunus. Robert von der Heydt (1837–1877) est administrateur des arrondissements d'Eupen et d'Essen et président du district de Haute-Alsace.
Le frère d'August, Daniel von der Heydt (de) (1802-1874), est également actif dans le secteur bancaire et commercial. Il est également un adversaire de l'union des églises et, bien que politiquement conservateur, prône la liberté de l'Église. Il joue un rôle déterminant dans la fondation de la communauté réformée hollandaise libre à Elberfeld (de). Il participe également de manière significative à l'introduction du système d'aide aux pauvres d'Elberfeld (de). Le troisième frère Carl von der Heydt (de) (1806-1881) pense également de la même manière que ses frères en matière de politique ecclésiale. Il est associé dans la banque de son père et écrit également plusieurs ouvrages théologiques.
La banque von der Heydt-Kersten & Söhne (de), l'une des premières du genre dans les États allemands, est en activité depuis la première moitié du XIXe siècle et devenu un important financier industriel et a participé à la construction de chemins de fer et à des projets similaires. En 1912, un nouveau siège de la banque est construit, le maison Kleist (de), sur la Mauerstrasse à Berlin

### Depuis le milieu duXIXesiècle
Dans la seconde moitié du XIXe siècle Au tournant du siècle, la famille se divise en plusieurs branches. August von der Heydt (1851–1929), fils du père du même nom et petit-fils du grand-père du même nom, rejoint la banque familiale et la dirige avec son cousin Karl von der Heydt. À partir de 1891, il dirige seul la banque. Politiquement, il est libre-conservateur et conseiller municipal d'Elberfeld. En tant que mécène, il essaie d'embellir Elberfeld. Il achète des forêts, dont il fait ensuite don à la ville, est cofondateur de la société anonyme du jardin zoologique (aujourd'hui : Zoo de Wuppertal) et président de l'association d'embellissement. Il finance de nombreux monuments, fontaines et installations similaires. Il promeut également le théâtre et la société de concerts. En tant qu'important collectionneur d'art, il est le fondateur en 1892 de l'association des musées, dont émerge plus tard le Musée Von-der-Heydt.
Le cousin Karl von der Heydt (1858-1922) vit dans la villa du ministre von der Heydt à Berlin et y dirige initialement une succursale de la banque familiale, qui devient plus tard complètement indépendante. Il est un partisan des efforts coloniaux allemands. Il soutient également des auteurs tels que Rainer Maria Rilke et devient lui-même une figure littéraire.
Eduard von der Heydt (de) (1882-1964) est politiquement de droite après la Première Guerre mondiale. En 1926, il achète le terrain de l'ancienne colonie de réforme de la vie et d'artistes de Monte Verità en Suisse. Il devient national-socialiste et est accusé de transactions louches après la Seconde Guerre mondiale, mais n'est pas condamné. Il fait don d'une partie de ses collections à la ville de Zurich, d'autres sont allées au musée de Wuppertal. La Banque von der Heydt fait partie de la Commerzbank.

## Blason

### Armoiries de la famille von der Heydt
Dans le bouclier fendu bleu doré à l'avant se trouvent trois (2,1) feuilles de houx vertes (feuilles d'Ilex), à l'arrière il y a une branche de bruyère dorée feuillue et fleurie (branche de bruyère). Sur le casque bombé bleu-or à coiffes bleu-or, trois feuilles de houx vertes (feuilles d'Ilex) en éventail entre une volée dorée à droite et une volée bleue à gauche

### Armoiries de la lignée baronniale
Les armoiries divisées en quartiers des barons von der Heydt montrent dans les champs 1 (et 4) en bleu un aigle prussien et trois (1:2) feuilles de houx dorées, 2 et 3 en or un aigle à deux queues, couronné et blindé. lion rouge (probablement le lion de Berg), tenant devant lui dans sa patte gauche une touffe de bruyère fleurie. Deux casques, à droite en bleu et or recouvrent une feuille de houx entre un vol bleu ouvert, chacun recouvert d'une telle feuille, à gauche en rouge et or recouvrent le lion poussant avec le buisson de bruyère. Devise : « Fide et labore »,